# قلعه بردستان
قلعه بردستان مربوط به دوران‌های تاریخی پس از اسلام است و در شهرستان دیر، شهر بردستان واقع شده و این اثر در تاریخ ۱۰ مهر ۱۳۸۰ با شمارهٔ ثبت ۴۰۴۹ به‌عنوان یکی از آثار ملی ایران به ثبت رسیده‌است علیرضا.